# Hannah Ferguson
Hannah Ferguson, přechýleně Fergusonová, (* 5. května 1992 San Angelo, Texas) je americká modelka.

## Osobní život a modeling
Rodiče se poznali během služby v americké námořní pěchotě, v níž byl otec odstřelovačem a matka instruktorkou nových rekrutů. Spolu se čtyřmi sourozenci vyrostla v texaském městě San Angelo. Po dokončení střední školy Veribest High School vyhrála soutěž hledající nové modelky Kim Dawson Model Search a přestěhovala se do Dallasu, kde začala rozvíjet modelingovou kariéru. Po dalších šesti měsích přesídlila na východní pobřeží do New Yorku.
V plavkovém speciálu Sports Illustrated Swimsuit Issue nafotila série pro vydání v letech 2014, 2015 a 2016. Při první spolupráci ji také Joanne Gairová nasnímála za použití techniky bodypaintingu. Objevila se na stránkách pánského magazínu GQ, či v reklamách na řetězec rychlého občerstvení Carl's Jr. a švýcarské firmy na spodní prádlo Triumph International.